# Агенция за чуждестранна помощ
Агенцията за чуждестранна помощ е български държавен орган по приемането, съхранението, разпределението и контрола върху използването на предоставяна на българската държава от чужди държави, организации и граждани помощ с хуманитарна цел.
Агенцията за чуждестранна помощ е закрита от 1 март 2007. Активите, пасивите, архивът, правата и задълженията на агенцията преминават към социалното министерство. Правомощията на заварените при влизането в сила на закона директор и членове на Управителния съвет са прекратени. До 1 юли правителството е длъжно да уреди правоотношенията, свързани със закриването на агенцията, и да назначи ликвидационна комисия.

## Директори
- Петко Симеонов (7 януари 1991 – юни 1992)
- Стефан Чанев (29 юли 1992 – 1 юни 1995)
- Емилия Масларова (1995 – 1997)
- Владимир Абаджиев (29 май 1997 – 29 януари 2002)
- Едиз Юнал Лютфи (21 май 2003 – 13 януари 2005)
- Григор Малев (2005 – 1 март 2007)